# Mihály Árvay
Mihály Árvay (n. 13 septembrie 1708, Košice, Monarhia Habsburgică – d. 15 februarie 1750) a fost un scriitor, poet și călugăr iezuit maghiar. În 1742 a părăsit Ordinul Iezuit și a devenit preot laic.